# SN 2006cu
SN 2006cu – supernowa typu IIn odkryta 29 maja 2006 roku w galaktyce UGC 9530. W momencie odkrycia miała maksymalną jasność 18,10m.